# Associação das Universidades Europeias
A Associação das Universidades Europeias (em inglês:  European University Association, EUA) é uma associação que representa e apoia mais de 850 instituições de ensino superior em 47 países, oferecendo um fórum para cooperação e troca de informações das diretrizes de educação e pesquisa. Os membros da associação são universidades europeias envolvidas em ensino e pesquisa, associações nacionais de reitores e outras organizações ativas em ensino superior e pesquisa.